# Teleidoscopio

Efecto teleidoscópico creado digitalmente, rotando simetrías de una imagen alrededor de una serie de nodos

Un teleidoscopio es una clase de caleidoscopio equipado con una lente que le permite captar imágenes exteriores, con las que forma patrones caleidoscópicos. Fue inventado por John Lyon Burnside III y Harry Hay. La patente se solicitó en 1970 y fue concedida en 1972.
La lente al final del tubo no es un requisito óptico imprescindible, pero protege los elementos internos del teleidoscopio. A menudo se utilizan lentes completamentes esféricas, del tipo ojo de pez, que presentan la ventaja de evitar el bloqueo de la luz cuando se observan objetos muy cercanos al extremo del tubo.